# Classe Bremen
A Classe Bremen é uma classe atual de fragatas da Alemanha, comissionadas pela Deutsche Marine, entre 1982 e 1990. Podem operar em múltiplas missões, de acordo com o tipo de ameaça (superfície, submarina, aérea).

## Características

### Dados técnicos
- Dimensões:
  - Comprimento: 130,5 m
  - Boca: 14,6 m
  - Calado: 6 m
- Deslocamento: 3.680 toneladas
- Velocidade: 30 nós

### Sistema de propulsão
- Potência: 38.000 kW (51.600 hp)

### Armamento
- 1x canhão Oto Melara 76 mm
- 2x canhões Rheinmetall 20 mm
- Mísseis anti-navio HARPOON
- 16x mísseis anti-aéreos Sea Sparrow (NATO)
- 2x mísseis anti-aéreos GDC RAM 21 células
- 4x tubos de torpedos Mk 32 324 mm

### Tripulação
- Tripulação: 219

## Navios na classe

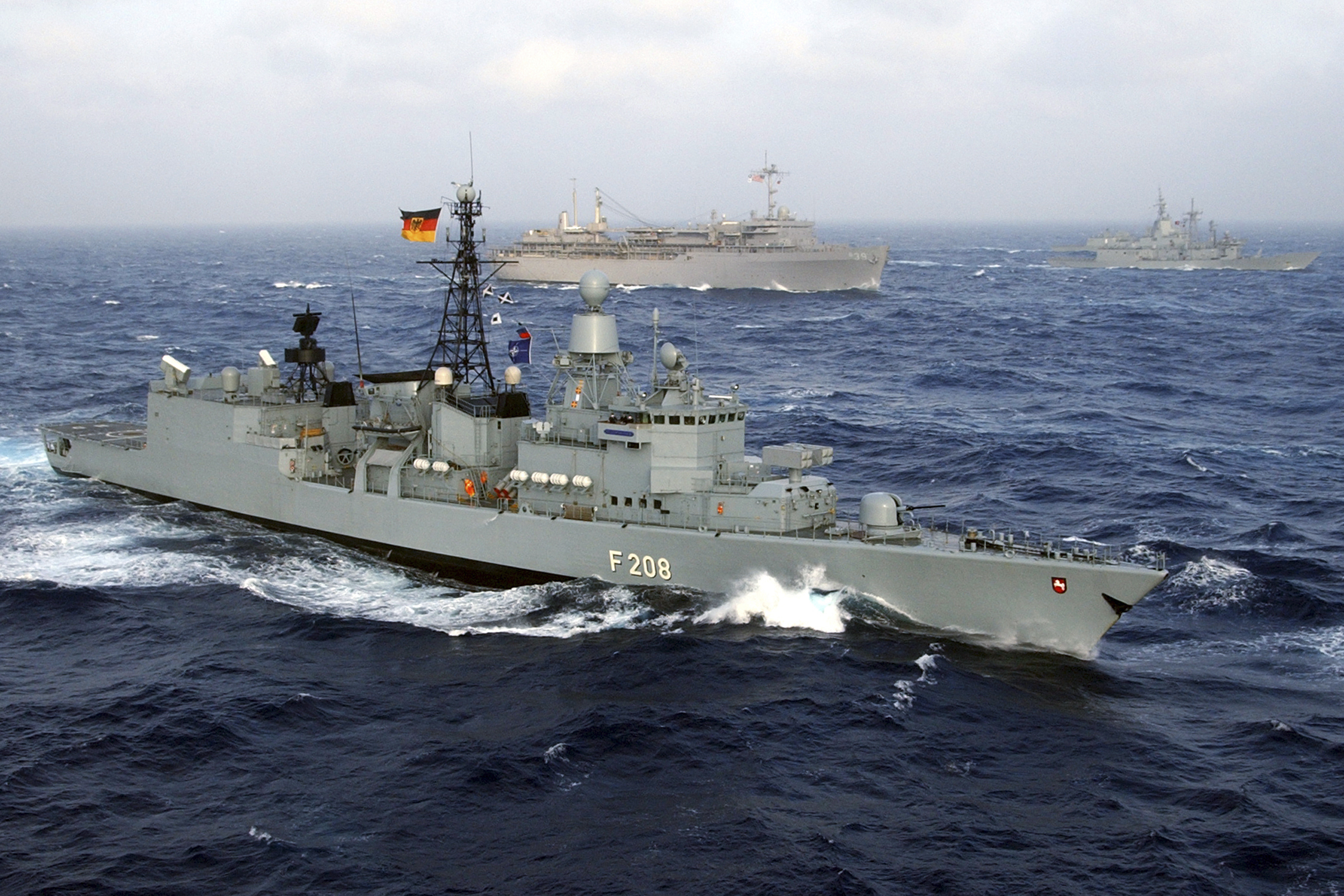
Fragata Niedersachsen, da Classe Bremen

| Nº de amurada | Nome            | Batimento de quilha    | Lançado                | Estado                                    |
| ------------- | --------------- | ---------------------- | ---------------------- | ----------------------------------------- |
| F-207         | Bremen          | 9 de julho de 1979     | 27 de setembro de 1979 | Descomissionado em 28 de março de 2014    |
| F-208         | Niedersachsen   | 9 de novembro de 1980  | 9 de junho de 1980     | Ativo                                     |
| F-209         | Rheinland-Pfalz | 25 de setembro de 1979 | 3 de setembro de 1980  | Descomissionado em 22 de março de 2013    |
| F-210         | Emdem           | 23 de junho de 1979    | 17 de dezembro de 1980 | Descomissionado em 29 de novembro de 2013 |
| F-211         | Köln            | 16 de junho de 1980    | 29 de maio de 1981     | Descomissionado em 31 de julho de 2012    |
| F-212         | Karlsruhe       | 10 de março de 1981    | 8 de janeiro de 1982   | Ativo                                     |
| F-213         | Augsburg        | 4 de abril de 1987     | 17 de setembro de 1987 | Ativo                                     |
| F-214         | Lübeck          | 1 de junho de 1987     | 15 de outubro de 1987  | Ativo                                     |